# دبیرخانه بخش پالپولا
دبیرخانه بخش پالپولا (به لاتین: Pallepola Divisional Secretariat) یک منطقهٔ مسکونی در سری‌لانکا است که در ناحیه متاله واقع شده‌است.